# Kühler Kopf, heißes Herz, saubere Hände
Kühler Kopf, heißes Herz, saubere Hände ist ein Propagandafilm des Ministeriums für Staatssicherheit der DDR von 1967.

## Inhalt
Der Film stellt die Entwicklung in der SBZ/DDR seit 1945 und die kontinuierlichen westlichen Störungsversuche dagegen dar. Dabei werden einige Ereignisse wie die Währungsreform in den westlichen Besatzungszonen 1948, die Gründung der DDR 1949, der Aufstand vom 17. Juni 1953, die Niederschlagung des Aufstandes in Ungarn 1956 und der Bau der Berliner Mauer 1961 aus der Sicht der Staatssicherheit beschrieben. Es wird außerdem ausführlich über Aktivitäten von westlichen Agenten und Saboteuren gegen die DDR und die meist erfolgreichen Abwehrmaßnahmen dagegen berichtet.
Dabei werden besonders die Erfolge der MfS-Agenten Horst Hesse und Rolf Ebeling hervorgehoben, die als Doppelagenten wertvolle Informationen über den US-Geheimdienst CIA ermitteln konnten.
Die Grundaussagen des Films sind stark propagandistisch geprägt: Während im Osten ein neues friedliches Deutschland für die Millionen statt für die Millionäre aufgebaut werde, entstehe im Westen eine erneute faschistische Diktatur, die mit Hilfe von Hitlers Generälen (wie dem Geheimdienstchef Gehlen) diesen friedlichen Aufbau zerstören wolle.
Der Mauerbau 1961 sei zum Beispiel eine letzte Schutzmaßnahme gegen einen drohenden militärischen westdeutschen Einmarsch in die DDR gewesen, und Propagandaballons mit Flugblättern aus West-Berlin in die DDR seien zu verurteilen, auch weil sie die Sicherheit im Flugverkehr und damit Menschenleben gefährden würden, ebenso wie die Gase in den Ballons bei ihrer Landung Brände und weitere Schäden auslösen könnten…

## Hintergründe
Kühler Kopf, heißes Herz, saubere Hände gilt als einer der wichtigsten Propaganda- und Schulungsfilme des Ministeriums für Staatssicherheit in den 1960er und 1970er Jahren. Die meisten Filmszenen waren aus DEFA-Dokumentar- oder Spielfilmen, wie KgU – Kampfgruppe der Unmenschlichkeit (1955), Agenten im Schatten einer Partei (1957) und For eyes only (1963), übernommen. Der Filmtitel ist aus einem Zitat von Feliks Dzierzynski, dem Gründer des sowjetischen Geheimdienstes.
Der Film wurde 2009 im Berliner Zeughauskino und 2022 im Kino Krokodil in Berlin gezeigt. Er wurde von der Stasi-Unterlagenbehörde in deren Mediathek öffentlich zugänglich gemacht, das Original befindet sich im Filmarchiv des Bundesarchives, eine weitere Kopie beim Goethe-Institut.
Auszüge aus diesem Film wurden in der Dokumentation Zeitzeugengespräch Horst Hesse (2012) verwendet, sie wurden auch in mehreren Publikationen über diesen besonderen MfS-Agenten erwähnt.